# Майнор, Роберт
Роберт Беркли «Боб» Майнор (англ. Robert Minor; 15 июля 1884, Сан-Антонио, Техас ‒ 26 ноября 1952, Нью-Йорк) — американский художник-график, плакатист, карикатурист, журналист, редактор.

## Биография
В 1904 году стал работать помощником стереотиписта и разнорабочим в газете San Antonio Gazette. 
В 1907 году вступил в Социалистическую партию Америки, но в начале 1912 года перешёл на позиции анархизма и стал поддерживать революционное промышленное профсоюзное движение.
Учился в Школе изящных искусств в Париже.
Член компартии США с 1920 года.
В 1920-е годы был редактором изданий «Либерейтор» (англ. The Liberator) и «Дейли уоркер» (англ. Daily Worker). Участник Гражданской войны в Испании.
В 1941 г. исполнял обязанности генерального секретаря компартии США. 
В 1948 г. во время маккартизма перенёс инсульт и был прикован к постели, когда его коллеги-лидеры американской коммунистической партии были арестованы и заключены в тюрьму. По состоянию здоровья правительство Соединенных Штатов решило не возбуждать против него уголовное дело. 